# 百戰偵騎
《百戰偵騎》（英語：Black Spurs）是一部1965年美国西部电影，由史蒂夫·費雪编剧、羅伯特·G·斯普林斯廷执导，由羅里·卡爾霍恩、蓮達·丹妮露、泰瑞·摩爾、斯科特·佈雷迪、小朗·钱尼、理查德·阿倫和布魯士·嘉勃主演。本片由派拉蒙影业于1965年6月25日发行，是蓮達·丹妮露出演的最后一部电影。